# Rob Estes
Rob Estes (Norfolk, Virginia, 22 de julio de 1963) es un actor estadounidense conocido principalmente por su actuación en la serie de televisión Medias de Seda (Silk Stalkings) donde interpretaba al policía Chris Lorenzo.

## Biografía
De niño se muda con su madre a California donde inicia su carrera artística en la década de los 80. Uno de sus primeros papeles fue en la famosa telenovela Days of our Lives interpretando al adolescente atlético Glenn Gallagher.
Iniciando la década de 1990, Estes continúa actuando en series de moda como Medias de seda y Melrose Place. Además en películas para televisión como Come Die with Me: A Mickey Spillane's Mike Hammer Mystery donde actuó junto a Pamela Anderson, Dulce Tentación, El Final Del Edén, Nostradamus, Counterstrike, entre otros. Ha aparecido de invitado en muchas series de televisión conocidas como: De repente Susan, Ley y Orden: Unidad de víctimas especiales, Gilmore Girls, CSI Miami, El club contra el crimen,La Dimensión Desconocida".
Recientemente participó en la nueva serie de CW 90210 interpretando al director y al padre de Annie y Dixon, Harry Wilson.
Rob Estes estuvo casado con la actriz Josie Bissett desde 1992 hasta 2005; en 2006 anunciaron su divorcio. Juntos tuvieron dos hijos: Mason True (1999) y Maya Rose (2002).
En 2010, Estes contrajo segundas nupcias con Erin Bolte. La pareja tiene un hijo Makai Ever Estes, nacido en 2011.  Actualmente reside en California.
En 2011, aparece interpretando un papel romántico en el film para TV, Edge of garden (amor verdadero) junto a Sara Manninen.